# Giulia Miranda
Giulia Miranda Monetta (São Paulo, 2 de julho de 1998) é uma atriz brasileira. Ganhou destaque em 2022 com sua estreia na série No Mundo da Luna, da HBO Max, onde interpretou a personagem Marissol. Em 2023 estreou nos cinemas com a personagem Pietra, coadjuvante no longa-metragem Raquel 1:1.

## Biografia e carreira
Nascida em São Paulo e residente de São Bernardo do Campo, começou a atuar aos onze anos, apresentando-se com sua companhia de teatro em peças teatrais no ABC Paulista. Durante sua formação em artes cênicas passou por instituições como Grupo Tapa, CAJUV (Centro artístico juvenil de São Bernardo do Campo), Studio Fátima Toledo, Academia Internacional de Cinema, Companhia do Nó, além de oficinas e cursos intensivos com Estrela Strauss, Marina Rigueira, Sergio Penna e Thaís Mansano. 
Profissionalizou-se como atriz aos dezoito anos, formando-se posteriormente também em Cinema, na FAAP.
Em 2022 estreou no streaming ao ser escalada para interpretar Marissol na série "No Mundo da Luna", da HBO Max, baseada na obra homônima da escritora brasileira Carina Rissi. A atriz também possui ascendência cigana.
Nos cinemas, sua estreia foi em 2023 com o longa-metragem “Raquel 1:1” de Claraluz Filmes, distribuído pela O2 Filmes, onde interpretou Pietra. O filme colecionou prêmios nacionais e internacionais como o Prêmio La Iguana de Oro do Festival Internacional de Cinema de Puerto Vallarta e a indicação a Melhor Filme Ibero-Americano pelo Festival Internacional de Cinema de Guadalajara. Também integrou o elenco do filme Silvio e em 2025 protagonizou o filme Brasil 125, com a personagem Larissa. 
Ao todo, Miranda conta com mais de 25 peças teatrais, entre profissionais e amadoras além de mais de 30 obras no audiovisual, entre longas-metragens, curtas-metragens, webséries, peças publicitárias e uma série. 

## Filmografia

### Cinema
| Ano  | Título     | Personagem      | Notas        |
| ---- | ---------- | --------------- | ------------ |
| 2023 | Raquel 1:1 | Pietra          | [ 4 ]        |
| 2024 | Silvio     | Priscila Arouca |              |
| 2025 | Brasil 125 | Larissa         | Protagonista |

### Streaming
| Ano  | Título                        | Personagem | Notas             |
| ---- | ----------------------------- | ---------- | ----------------- |
| 2019 | Sintonia (série de televisão) | Dona       | Temporada 1       |
| 2022 | No mundo da Luna              | Marissol   | [ 2 ] [ 5 ] [ 4 ] |

### Teatro
| Ano  | Título                       | Personagem/Função | Direção         | Teatro             |
| ---- | ---------------------------- | ----------------- | --------------- | ------------------ |
| 2010 | Sonho de uma noite de verão  | Elenco de apoio   | William Sancar  | Teatro Elis Regina |
| 2011 | Amor e Alma                  | Elenco de apoio   | William Sancar  | Sesc Santo André   |
| 2012 | Bailei na curva              | Elenco principal  | Laís Latarullo  | Sesc Santo André   |
| 2013 | Alice no país das Maravilhas | Elenco principal  | William Sancar  | Teatro Lauro Gomes |
| 2014 | Abracadabra                  | Elenco principal  | Laís Latarullo  | Sesc Santo André   |
| 2018 | Musical Era uma Vez          | Cinderela         | William Sancar  | Teatro Lauro Gomes |
| 2021 | Fica                         | Elenco principal  | Esdras Domingos | Companhia do Nó    |
| 2022 | Os Sete Suspeitos            | Dona Branca       | William Sancar  | Teatro West Plaza  |
| 2023 | Outra versão da história     | Julia             | Laís Latarullo  | Teatro West Plaza  |